# ینیجه (مرزیفون)
ینیجه (به ترکی استانبولی: Yenice) یک منطقهٔ مسکونی در ترکیه است که در مرزیفون واقع شده‌است.